# Frank Puchtler

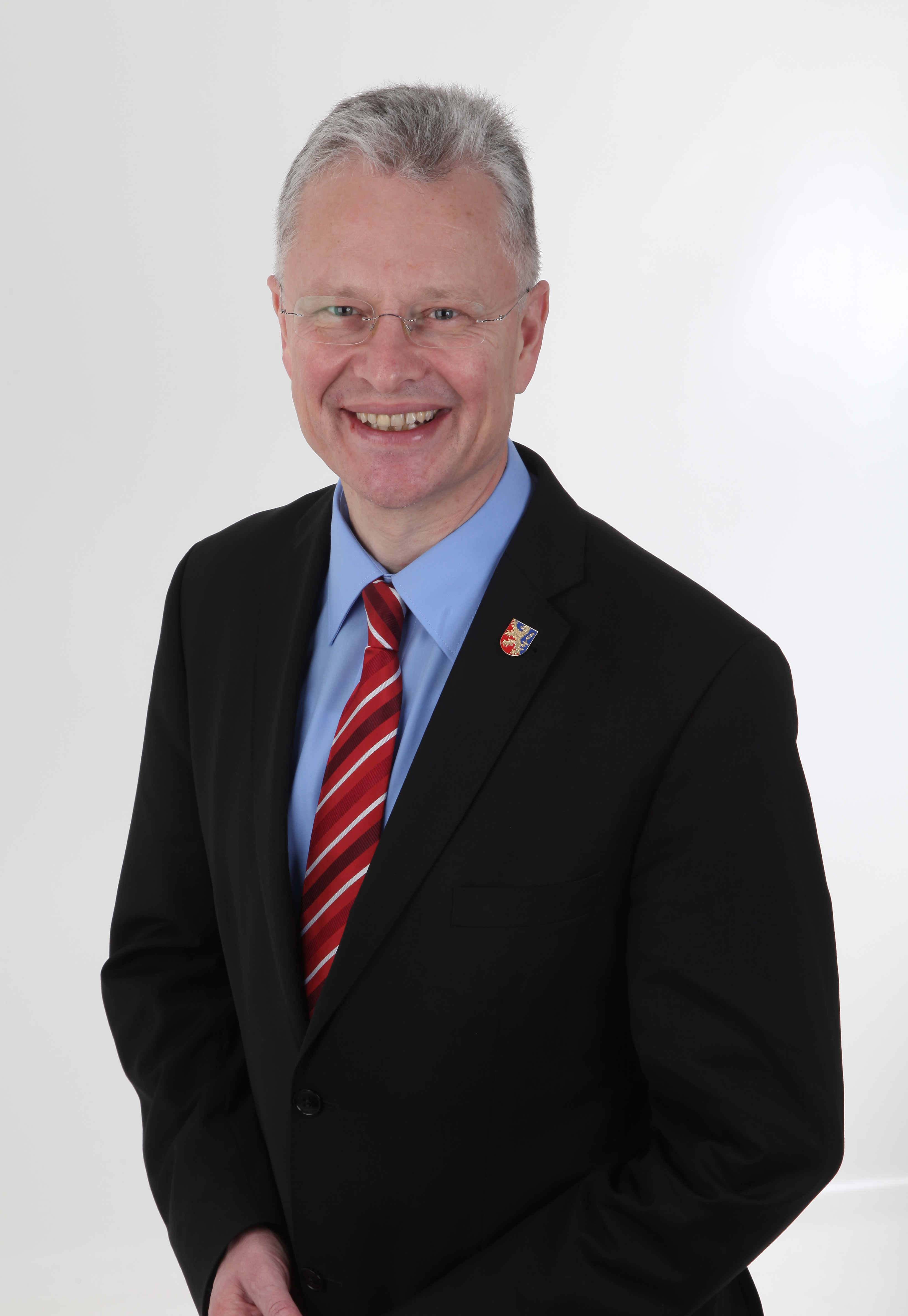
Frank Puchtler (2014)

Frank Puchtler (* 1. April 1962 in Limburg an der Lahn) ist ein deutscher Politiker der SPD. Von 2001 bis 2014 gehörte er dem rheinland-pfälzischen Landtag an, anschließend war er bis 30. Juni 2022 Landrat des Rhein-Lahn-Kreises. Von Juli 2021 bis Dezember 2022 war er Präsident des Turnverbandes Mittelrhein (TVM).

## Ausbildung, Beruf und Familie
Puchtler absolvierte 1981 das Abitur am Staatlichen Gymnasium Diez (heutiges Sophie-Hedwig-Gymnasium) und leistete anschließend seinen Wehrdienst in Koblenz und Montabaur, wo er als Truppführer eingesetzt war. Von 1983 bis 1985 machte er eine Ausbildung zum Bankkaufmann. Anschließend besuchte er die Sparkassenakademie, die er als Sparkassenbetriebswirt abschloss. Danach absolvierte er ein Trainee-Programm bei der Nassauischen Sparkasse. 1992 legte er seine Ausbilderprüfung bei der Industrie- und Handelskammer (IHK) ab. Im Laufe seiner Berufslaufbahn war er in allen Sparten des Finanzgeschäftes von der Zentrale, Filiale, Wertpapierabteilung, Privatkundenberatung, Kreditabteilung, Rechtsabteilung, Konzernbereich und bis 2001 als Firmenkundenbetreuer der Nassauischen Sparkasse tätig. Weiterhin engagierte er sich als Verdi-Mitglied im Örtlichen- und Gesamtpersonalrat. Von 2008 bis 2010 absolvierte er die Führungsakademie der Sozialen Demokratie in Berlin.
Frank Puchtler ist verheiratet und hat einen Sohn.

## Politik
Im Alter von 17 Jahren trat Puchtler in die SPD Oberneisen ein, die er von 1998 bis 2019 als Vorsitzender führte. Mit 22 Jahren wurde er zum Mitglied des Ortsgemeinderats Oberneisen, dem er 30 Jahre lang angehörte, gewählt. Als 27-Jähriger wurde er fünf Jahre später Stellvertreter des Ortsbürgermeisters seiner Heimatgemeinde. Weitere Verwaltungserfahrung sammelte er ab 1999 als Stellvertreter des Bürgermeisters der Verbandsgemeinde Hahnstätten, deren Verbandsgemeinderat er von 1994 bis 2014 angehörte. Seit 1991 war er Vorstandsmitglied der SPD Rhein-Lahn, deren Vorsitz er von 2003 bis 2014 führte. 1999 zog er als Mitglied in den Kreistag des Rhein-Lahn-Kreises ein und wurde 2009 zum Fraktionsvorsitzenden gewählt. Frank Puchtler war von 2001 bis zu seiner Ernennung 2014 als Landrat Mitglied im rheinland-pfälzischen Landtag. Zudem war er von 2006 bis 2011 finanzpolitischer Sprecher der SPD-Landtagsfraktion und bis zu seinem Ausscheiden Vorsitzender des Haushalts- und Finanzausschusses des rheinland-pfälzischen Landtags. Auf Landesebene ist er Stellvertretender Vorsitzender des Parteirates der SPD Rheinland-Pfalz und Revisor der SPD Rheinland-Pfalz.
Am 25. Mai 2014 wurde er mit einem Stimmenanteil von 55,54 % zum Landrat des Rhein-Lahn-Kreises gewählt. Ernannt und vereidigt wurde er am 1. Juli 2014. Während seiner achtjährigen Amtszeit wurde er zum Stellvertretender Vorsitzenden des Landkreistages Rheinland-Pfalz gewählt. Im Dezember 2021 kündigte Puchtler an, bei der 2022 anstehenden Neuwahl aus familiären Gründen nicht erneut anzutreten. Zum 1. Juli 2022 trat er seinen Ruhestand an. Puchtlers Nachfolger wurde der bisherige Landtagsabgeordnete Jörg Denninghoff (SPD).
Frank Puchtler war Vorsitzender der Gesellschafterversammlung der Wirtschaftsförderungsgesellschaft des Rhein-Lahn-Kreises, des Sportstättenbeirats des Rhein-Lahn-Kreises, des Lahntaltourismusverbands (LTV) und Vorsteher der Rheinischen Entsorgungskooperation (REK) und des Zweckverbands Welterbe Oberes Mittelrheintal.
Von 2010 bis 2022 war Frank Puchtler Mitglied der Landessynode der Evangelischen Kirche in Hessen und Nassau.
Auf Vereinsebene ist der begeisterte Hobbyläufer (Kreismeister im Cross- und Straßenlauf) neben der Tätigkeit als Feuerwehrmann Vorstandsmitglied des Turnvereins Oberneisen, der Arbeiterwohlfahrt Aar-Lahn, Vorsitzender der Mittelrhein Wein e. V. Als Präsident führt er seit Juli 2021 den Turnverband Mittelrhein (TVM) mit Sitz in Koblenz.